# Jacqueline Daane-van Rensburg
Jacqueline Daane-van Rensburg (* 17. Dezember 1937 in Kapstadt) ist eine südafrikanische Anti-Apartheidsaktivistin.

## Leben
Daane wurde in eine weiße südafrikanische Familie geboren und hatte ihre erste Begegnung mit der Apartheid 1956, als sie einen stummen schwarzen Jungen adoptierte. Bei dem Versuch, ihren Adoptivsohn auf eine Gehörlosenschule in Worcester einzuschulen, wurde sie von der Polizei gezwungen umzuziehen. 1958 reichte sie in Swellendam eine Beschwerde gegen einen Polizisten ein, nachdem er einen Farbigen ohne Grund geschlagen hatte. Infolge dieser Beschwerde musste die Familie erneut umziehen. 1959 und 1960 wurde Daane von der Polizei verwarnt, nachdem sie sich für einen Inder eingesetzt und Schwarzen erlaubt hatte, ihr Wasser zu nutzen. Kurz danach ging die Familie freiwillig ins Exil in die Niederlande, wo Daane sich weiterhin gegen die Apartheid engagierte und Kontakt zu Marga Klompé hatte. 1967 siedelte sie nach Neuseeland über. Dort baute sie ihren Kampf gegen die Apartheid auf internationaler Ebene aus, unter anderem über CARE International und mit einer eigenen Hilfsorganisation namens H.A.R.T, die sich der Adoption von Kindern aus Homelands widmete. Mit Petitionen und Reden verhinderte sie die Tour der Springboks nach Neuseeland, was zu Bombendrohungen und Telefonterror führte.
1982 kehrte Daane in die Niederlande zurück. Sie baute H.A.R.T weiter aus, obgleich sie die Leitung abgegeben hatte. Nach der Ermordung von Dulcie September 1988 veröffentlichte sie einen Nachruf in einer Lokalzeitung, woraufhin sie eine telefonische Morddrohung erhielt. Bis zu ihrer Rückkehr nach Südafrika war Daane mit Veröffentlichungen und Reden für ihre Organisation und gegen die Apartheid tätig. 2004 durfte sie offiziell nach Südafrika zurückkehren. Sie lebt in Gordon’s Bay bei Kapstadt.

## Auszeichnungen
Daane erhielt 2007 durch Präsident Jacob Zuma den Order of Luthuli in Bronze.